# Alf Kjellin
Alf Kjellin (Lund, 1920. február 28. – Los Angeles, 1988. április 5.) svéd színész, rendező.

## Élete és pályafutása
1920. február 28-án született Lundban. Első jelentősebb filmszerepét az Alf Sjöberg rendezte Őrjöngésben kapta 1944-ben. Hollywoodi bemutatkozása öt évvel később történt a Bovarynéban, partnerei Jennifer Jones és James Mason voltak. Amerikában a Christopher Kent művésznevet használta.
Az 1950-es évektől kezdve egyre többet dolgozott az Amerikai Egyesült Államokban, de Svédországban pár korai Ingmar Bergman filmben is szerepelt: Ilyesmi itt nem fordulhat elő többé (1950), Nyári közjáték (1951). Az 1960-as években végleg letelepedett Hollywoodban.
A színészet mellett rendezői munkásságáról is ismert volt, főleg televíziós sorozatokban tevékenykedett: többek között Columbo és Dinasztia-epizódokat is rendezett.
1988. április 5-én, 68 éves korában szívinfarktusban hunyt el Los Angelesben.

## Fontosabb filmjei színészként
- 1944 - Őrjöngés (Hets) - Jan-Erick Widgren
- 1949 - Bovaryné (Madame Bovary) - Leon Dupuis
- 1950 - Ilyesmi itt nem fordulhat elő többé (Sånt händer inte här) - Almkvist
- 1951 - Nyári közjáték - (Sommarlek) - David Nyström
- 1965 - Bolondok hajója (Ship of Fools) - Freytag
- 1968 - Zebra kutatóbázis (Ice Station Zebra) - Ostrovsky ezredes

## Fordítás
- Ez a szócikk részben vagy egészben  az   Alf_Kjellin című angol Wikipédia-szócikk fordításán alapul.  Az eredeti cikk szerkesztőit annak laptörténete sorolja fel. Ez a jelzés csupán a megfogalmazás eredetét és a szerzői jogokat jelzi, nem szolgál a cikkben szereplő információk forrásmegjelöléseként.